# Joppa labroides
Joppa labroides är en stekelart som beskrevs av Embrik Strand 1923. Joppa labroides ingår i släktet Joppa och familjen brokparasitsteklar. Inga underarter finns listade i Catalogue of Life.